# کایمیرا
کایمیرا (تلفظ ‎/kaɪˈmɪərə/‎) (به انگلیسی: Chimaira) یک گروه هوی متال آمریکایی از کلیولند، ایالت اوهایو است که در سال ۱۹۹۸ تشکیل شد. نام گروه از شیمر موجودی هیولایی در اساطیر یونانی گرفته شده است.

## اعضای کنونی
- مارک هانتر: خواننده اصلی (۱۹۹۸ تا کنون)
- آستین دی آموند: درام (۲۰۱۱ تا کنون)
- شاون زاتورسکی: ساز کلیدی، سینث‌سایزر، هم‌خوان (۲۰۱۱ تا کنون)
- امیل ورسلر: گیتار لید (۲۰۱۲ تا کنون)، بیس (۲۰۱۰ تا ۲۰۱۱)، گیتار ریتم (۲۰۰۹)
- جرمی کریمر: بیس (۲۰۱۲ تا کنون)
- مت اسلاتا: گیتار ریتم (۲۰۱۲ تا کنون)